# Louis Caspar
Pour les articles homonymes, voir Caspar.
Marie-Antoine-Louis Caspar, né le 23 juillet 1841 à Obernai (Bas-Rhin) et mort le 13 juin 1917 à l'hospice d'Obernai, est un missionnaire des Missions étrangères de Paris qui fut évêque dans l'Annam (aujourd'hui centre du Viêt Nam).

## Biographie

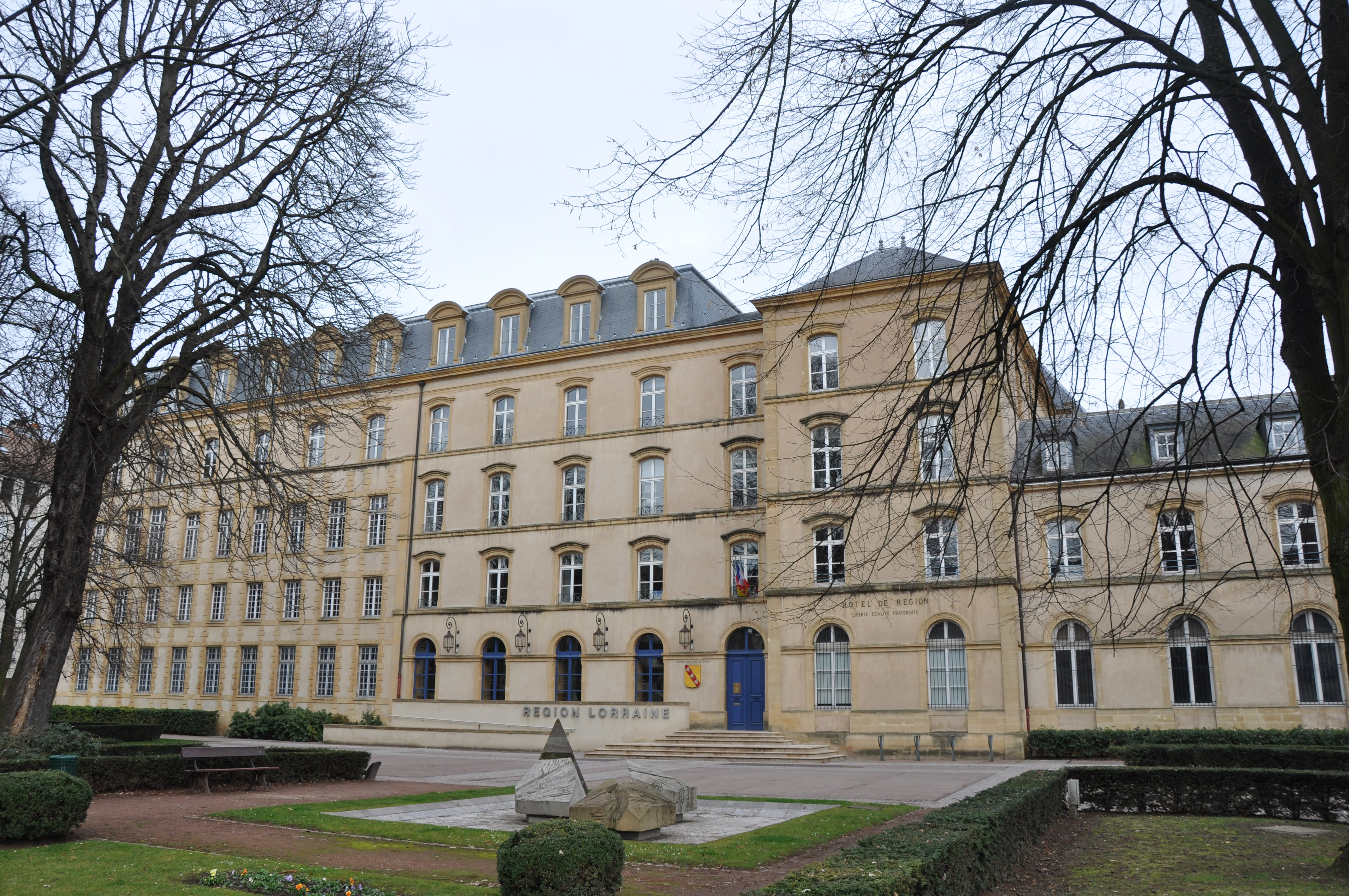
Ancien collège des jésuites de Metz

Louis Caspar naît dans une famille de commerçants pieux alsaciens. Il fait ses études au collège d'Obernai, puis au collège jésuite de Metz et enfin au grand séminaire de Strasbourg. Il entre le 18 septembre 1861 au séminaire des Missions étrangères de Paris, où il est ordonné prêtre le 17 décembre 1864. Il reçoit sa destination pour le vicariat apostolique de la Cochinchine-Occidentale et s'embarque le 15 février suivant.
Il est nommé à son arrivée professeur au séminaire de Saïgon, où il apprend la langue annamite. Il publie des ouvrages de spiritualité et de doctrine, ainsi qu'un dictionnaire annamite-français en 1877 (réédité en 1898 par J.F.M. Génibrel). Il apprend aussi les caractères chinois. C'est un travailleur acharné et un bon musicien.
Il est nommé en 1880 évêque in partibus de Canatha (de) avec la charge de vicaire apostolique de la Cochinchine-Septentrionale (avec siège à Hué). Il est sacré le 24 août 1880 à la cathédrale Notre-Dame de Saïgon par Isidore Colombert et succède à Martin-Jean Pontvianne, décédé. Il prend son nouveau siège au début de septembre 1880.
L'amiral Courbet, pour garantir la liberté du commerce, prend les forts de la rivière de Hué, le 24 août 1883, trois semaines après la mort de l'empereur Tu Duc, qui avait ordonné plusieurs vagues de persécutions contre les chrétiens. Les mandarins, désemparés par les querelles de succession, chargent Louis Caspar de négocier la paix avec les Français. L'évêque fait changer certaines clauses en faveur des intérêts des mandarins, ce qui est accepté par le commissaire du gouvernement français, M. Harmand. Le traité est signé le 25 août 1883. Cependant trois mois plus tard, le nouveau roi meurt, et les villages chrétiens sont de nouveau la proie d'incursions de groupes fanatiques. Jusqu'à la fin décembre 1883, les villages chrétiens situés sur la route mandarinale entre Tourane et Hué sont incendiés et les villageois massacrés.
Au printemps 1885, il pressent encore la menace en parcourant la région du Quang Tri pour donner la confirmation et prévient du danger le général de Courcy qui est à la tête de l'expédition du Tonkin et qui arrive à Hué en juillet. En effet, le 5 juillet 1885, le régent-ministre de la guerre, Tôn-Thât-Thuyêt, fait attaquer la garnison française. Il s'échappe ensuite et le régent Nguyên-van-Tuong, conseillé par Louis Caspar, se soumet pour ramener la paix. Par la suite, il trahit sa parole en laissant les chrétiens subir une autre vague de persécution, tandis que le général de Courcy laisse faire. Des massacres ont lieu dans la province de Quang-Ngai et la région de Quinhon. Cinq prêtres et 8 550 chrétiens sont massacrés dans la zone de Dinh-Cat (dans le Quang-Tri). Par la suite, Louis Caspar parvient à faire reconstituer les paroisses et les zones de mission, et une vague de nouvelles conversions se produit de façon surprenante. 
Louis Caspar consacre en 1901 la nouvelle église Notre-Dame de La Vang, en construction depuis quinze ans dans les montagnes. Ce lieu d'apparitions mariales soude les populations chrétiennes. La côte est balayée par un typhon en 1897 et un autre en 1904, et encore une fois les prêtres des Missions étrangères s'évertuent à secourir les habitants.
L'évêque s'efforce également d'élever le niveau des études. Il ouvre un petit séminaire à An-Ninh avec 155 élèves à la fin du siècle. Il transfère le grand séminaire à Phu-Xuân, où il enseigne lui-même pendant un temps. Cinquante prêtres vietnamiens sortent de ses rangs sous son épiscopat. Il appelle aussi les Sœurs de Saint-Paul de Chartres pour leur confier une école et l'œuvre de la Sainte-Enfance, ainsi que les Frères des Écoles chrétiennes. Ils fondent en 1904 l'école Pellerin, avec un juvénat, puis une maison de retraite.
Sous son épiscopat, ce sont quatorze paroisses de deux cents villages qui sont fondées et le nombre de chrétiens passe de 18 000 à  60 000 en vingt ans.
En 1906, Louis Caspar demande à prendre sa retraite après quarante-deux ans de mission au Viêt Nam, et retourne dans sa ville natale. Il tombe malade en faisant un pèlerinage à Rome en avril 1907 et finalement démissionne en juillet suivant. Il retourne dans sa maison natale, soigné par sa famille, et se consacre à la linguistique vietnamienne et à l'histoire religieuse du pays. Il meurt à l'hospice d'Obernai, en pleine guerre de 1914-1918.
Il est enterré au cimetière d'Obernai. Il était décoré de la Légion d'honneur.

## Source
- Archives des Missions étrangères de Paris